# Grimsby Town Football Club
Il Grimsby Town Football Club è una società calcistica inglese con sede presso Cleethorpes, località marittima nella conurbazione del borough di Grimsby, nel North East Lincolnshire e all'estuario di Humber. Milita attualmente nella League Two, la quarta divisione del campionato inglese di calcio, e disputa le partite interne nel Blundell Park.
Malgrado sia caduta in disgrazia di recente, è il più titolato dei tre club professionistici provenienti dal Lincolnshire, essendo l'unico ad aver giocato nella massima serie. È inoltre il solo club dei tre ad aver raggiunto la semifinale di FA Cup, impresa compiuta in due occasioni, e il solo ad aver vinto due finali nel vecchio Wembley Stadium. Tra i club del Lincolnshire è anche quello che ha trascorso più stagioni nella prima e nella seconda divisione del calcio inglese.
Tra gli allenatori celebri del Grimsby Town F.C. annoveriamo Bill Shankly, che avrebbe poi condotto il Liverpool alla conquista di tre titoli inglesi, due FA Cup e una Coppa UEFA, e Lawrie McMenemy il quale, dopo aver guidato il Grimsby alla promozione nell'allora terza divisione nel 1972, si trasferì al Southampton, dove vinse la FA Cup nel 1976.

## Storia
Nella stagione 2021-22 della National League si classifica sesta nella regular season, qualificandosi ai play-off di categoria. Vince la Finale Play-off contro il Solihull Moors il 5 giugno 2022, guadagnandosi l'accesso alla Football League Two 2022-23.
Nella stagione 2022-23, militando appunto nella quarta serie inglese, riesce a farsi strada in FA Cup raggiungendo i quarti di finale, dopo aver sconfitto nel turno precedente il Southampton militante in Premier League, dove affronterà il Brighton, compagine anch'essa nella massima serie inglese.

## Palmarès

### Competizioni nazionali
- Campionato inglese di seconda divisione: 2

1900-1901, 1933-1934
- Third Division: 1

1979-1980
- Third Division North: 2

1925-1926, 1955-1956
- Campionato inglese di quarta divisione: 1

1971-1972
- English Football League Trophy: 1

1981-1982, 1997-1998

### Competizioni regionali
- Midland League: 5

1910-1911, 1930-1931, 1932-1933, 1933-1934, 1946-1947
- Lincolnshire Senior Cup: 36

1885-1886, 1888-1889, 1896-1897, 1898-1899, 1899-1900, 1900-1901, 1901-1902, 1902-1903, 1905-1906, 1908-1909, 1912-1913, 1920-1921, 1922-1923, 1924-1925, 1928-1929, 1929-1930, 1932-1933, 1935-1936, 1936-1937, 1937-1938, 1946-1947, 1949-1950, 1952-1953, 1967-1968, 1972-1973, 1975-1976, 1979-1980, 1983-1984, 1986-1987, 1989-1990, 1991-1992, 1992-1993, 1993-1994, 1994-1995, 1995-1996, 1999-2000

### Competizioni giovanili
- Midland Youth Cup: 1

2005-2006

## Primati individuali dei giocatori
- Più gol in un campionato - 42 Pat Glover (1933-1934)
- Più gol in assoluto - 180 Pat Glover (1930-1939)
- Più presenze in campionato - 647 John McDermott (1987-2007)
- Più presenze in assoluto - 754 John McDermott (1987-2007)

## Organico

### Rosa 2024-2025
| N. |                              | Ruolo | Calciatore             |
| -- | ---------------------------- | ----- | ---------------------- |
| 1  | Inghilterra (bandiera)       | P     | Jordan Wright          |
| 2  | Inghilterra (bandiera)       | D     | Lewis Cass             |
| 3  | Inghilterra (bandiera)       | D     | Matty Carson           |
| 4  | Inghilterra (bandiera)       | C     | Kieran Green           |
| 5  | Inghilterra (bandiera)       | D     | Harvey Rodgers         |
| 6  | Inghilterra (bandiera)       | C     | Curtis Thompson        |
| 7  | Galles (bandiera)            | C     | Jordan Davies          |
| 8  | Inghilterra (bandiera)       | C     | Jayden Luker           |
| 9  | Trinidad e Tobago (bandiera) | A     | Justin Obikwu          |
| 10 | Inghilterra (bandiera)       | C     | Charles Vernam         |
| 11 | Islanda (bandiera)           | C     | Jason Daði Svanþórsson |
| 12 | Inghilterra (bandiera)       | P     | Jake Eastwood          |
| 14 | Inghilterra (bandiera)       | C     | Luca Barrington        |

| N. |                        | Ruolo | Calciatore        |
| -- | ---------------------- | ----- | ----------------- |
| 15 | Inghilterra (bandiera) | A     | Rekeil Pyke       |
| 16 | Irlanda (bandiera)     | C     | Callum Ainley     |
| 17 | Inghilterra (bandiera) | D     | Cameron McJannett |
| 20 | Inghilterra (bandiera) | C     | George McEachran  |
| 21 | Inghilterra (bandiera) | D     | Tyrell Warren     |
| 22 | Inghilterra (bandiera) | C     | Cameron Gardner   |
| 24 | Inghilterra (bandiera) | D     | Doug Tharme       |
| 25 | Inghilterra (bandiera) | A     | Donovan Wilson    |
| 30 | Inghilterra (bandiera) | C     | Evan Khouri       |
| 32 | Inghilterra (bandiera) | A     | Danny Rose        |
| 33 | Inghilterra (bandiera) | D     | Denver Hume       |
| 44 | Inghilterra (bandiera) | C     | Harvey Cribb      |